# Stade Aline Sitoe Diatta
Stade Aline Sitoe Diatta – wielofunkcyjny stadion w Ziguinchorze, w Senegalu. Może pomieścić 10 000 widzów. Swoje spotkania rozgrywają na nim piłkarze klubu Casa Sports. Obiekt był jedną z aren Pucharu Narodów Afryki 1992.